# Wynonna Judd
Wynonna Judd, nom amb què es coneix Wynonna Ellen Judd, nascuda Christina Claire Ciminella (Ashland, Kentucky, 30 de maig de 1960) és una cantant de country estatunidenca, germana de l'actriu Ashley Judd i filla de la cantant de country Naomi Judd, amb qui va formar el duo The Judds a principis de la dècada del 1980.
El grup es va dissoldre el 1991 arran de la malaltia de Naomi, a qui se li havia detectat hepatitis C, i Wynonna va començar una carrera en solitari, continuant al segell Curb Records. En la seva carrera en solitari ha editat vuit àlbums d'estudi, entre d'altres, i també més de 20 senzills. Els seus tres primers senzills ("She Is His Only Need", "I Saw the Light" i "No One Else on Earth") van arribar al número u de les llistes de singles dels Estats Units de manera consecutiva, igual que "Only Love" (1993) i "To be Loved by You" (1996). Tres dels seus àlbums estan certificats per la RIAA com a platí o superior. Malgrat Wynonna és molt reconeguda per la seva carrera musical, també ha seguit altres interessos a partir de la dècada del 2000, incloent-hi l'escriptura, la interpretació i la filantropia.

## Biografia
Wynonna va néixer amb el nom de Christina Claire Ciminella. Li va donar el cognom Michael Ciminella, l'home amb qui la seva mare es va casar ràpidament després de ser abandonada pel seu xicot i pare biològic de Judd, Charles Jordan. La seva germanastra, quatre anys més petita, és l'actriu Ashley Judd. Naomi i Ciminella es van traslladar a viure amb les nenes a Los Angeles el 1968, però es van divorciar el 1972. El 1976 Naomi i les seves filles vivien a Kentucky, on Wynonna es va inspirar en la música country que la seva mare escoltava i va aprendre a tocar la guitarra després de rebre'n una per Nadal. El 1979 es van traslladar a Nashville (Tennessee) amb l'esperança d'entrar a la indústria musical.
El 1983 es va canviar el nom pel de Wynonna Judd, i la seva mare (Diana) ho va fer pel de Naomi Judd. Aquesta va convèncer un productor discogràfic per escoltar-les actuar, i després d'haver quedat "encantat", finalment el duo va signar per RCA i Curb.
El 1992, després de triomfar juntes, va iniciar la seva carrera professional en solitari, també molt reeixida.
El 1993 va conèixer Arch Kelley III, amb qui es va casar el 1996 i amb qui va tenir un fill (Elijah, nascut el 1994) i una filla (Grace Pauline, nascuda el 1996). La parella es va divorciar el 1998, i Wynonna es va casar novament el 2003, aquest cop amb el seu antic guardaespatlles, Daniel Roach. Aquest va ser arrestat el març del 2007 per agressió sexual a un(a) menor de 13 anys; el va fer fora de casa, i cinc dies més tard va demanar el divorci.
Wynonna, que també ha lluitat públicament amb el seu pes, va confessar en un episodi de The Oprah Winfrey Show gravat el novembre de 2003 (emès el febrer del 2004) que tenia una greu dependència alimentària, i que aquest havia començat després que els seus pares es divorciéssin. Havia estat treballant amb el programa en un esforç per perdre una quantitat important de pes i arribar a l'arrel de la seva dependència. Va fer una estada a Shades of Hope, una instal·lació de rehabilitació de Buffalo Gap (Texas), on posteriorment també hi anirien la seva germana i el seu segon marit, i també va descobrir que la "marxa meditativa" en la natura l'ajudava a aconseguir el seu objectiu. Al setembre de 2005 va fer una segona aparició al programa d'Oprah Winfrey, parlant de com havia perdut pes i havia reparat les relacions amb la seva mare i amb l'home que considerava el seu pare, Michael Ciminella, del qual havia estat separada durant gairebé un dècada.
El 10 de juny de 2012 Judd es va casar amb el músic Cactus Moser, bateria de Highway 101, a la seva granja a Leiper's Fork (Tennessee); dos mesos més tard Moser va resultar ferit greument en un accident de moto, que va provocar que li amputéssin la cama esquerra per sobre del genoll.
Al juny del 2018 la filla de Wynonna, Grace Pauline Kelly, va ser condemnada a vuit anys de presó per haver violat la seva llibertat condicional en saltar-se el programa de rehabilitació. El maig de l'any anterior s'havia declarat culpable de la possessió, fabricació i distribució de metamfetamina. Arran d'aquests fets, Wynonna s'ha reunit amb funcionaris de la Casa Blanca per treballar en la reforma de la justícia penal. Segons el setmanari Politico, des de la sentència de la seva filla ha estat treballant amb Hope for Prisoners, un grup sense ànim de lucre que té com a objectiu reduir les taxes de reincidència educant i formant els interns. Kelley ha de complir condemna fins al 2025, però segons els registres de l'estat, està prevista una audiència de llibertat condicional l'octubre de 2019.

## Carrera professional

### Amb The Judds
Entre el 1983 i el 1991, The Judds van aconseguir tenir 23 senzills en les llistes Hot Country Singles de Billboard, incloent-hi 14 números u, i van gravar vuit àlbums d'estudi, un de Nadal i dos recopilatoris. En menys d'una dècada van vendre més de 20 milions de discos en tot el món i van guanyar més de 60 premis de la indústria discogràfica, incloent cinc Premis Grammy, nou premis de la Country Music Association (set d'ells consecutius) i vuit Music Awards de Billboard. En aquella època eren el duo que més venia de la música country, i van romandre així fins que van ser eclipsades per Brooks & Dunn en la dècada de 1990.
Un episodi crònic d'hepatitis C va obligar Naomi a retirar-se després d'una gira de comiat de 1991. Després que el duo se separés, Wynonna va signar amb MCA Records en associació amb Curb Records, i va continuar en solitari.
Mare i filla es va reunir per a un concert la nit de cap d'any de 1999, i el 2000 es van embarcar en una gira. Es van afegir quatre temes nous del duo en un disc exclusiu com a extra de l'àlbum de Wynonna New Day Dawning. Posteriorment tornarien a reunir-se el 2010 per la gira "The Last Encore", i Curb va anunciar el llançament d'un nou àlbum de The Judds, I Will Stand by You: The Essential Collection (2011), que va comptar amb dues noves cançons i dotze dels èxits del grup.
L'abril de 2011, The Judds van protagonitzar la seva primera sèrie de telerealitat documental, The Judds, al canal OWN (Oprah Winfrey Network); la sèrie les va seguir en la seva última gira de concerts, i va explorar la seva relació mare-filla.

### En solitari

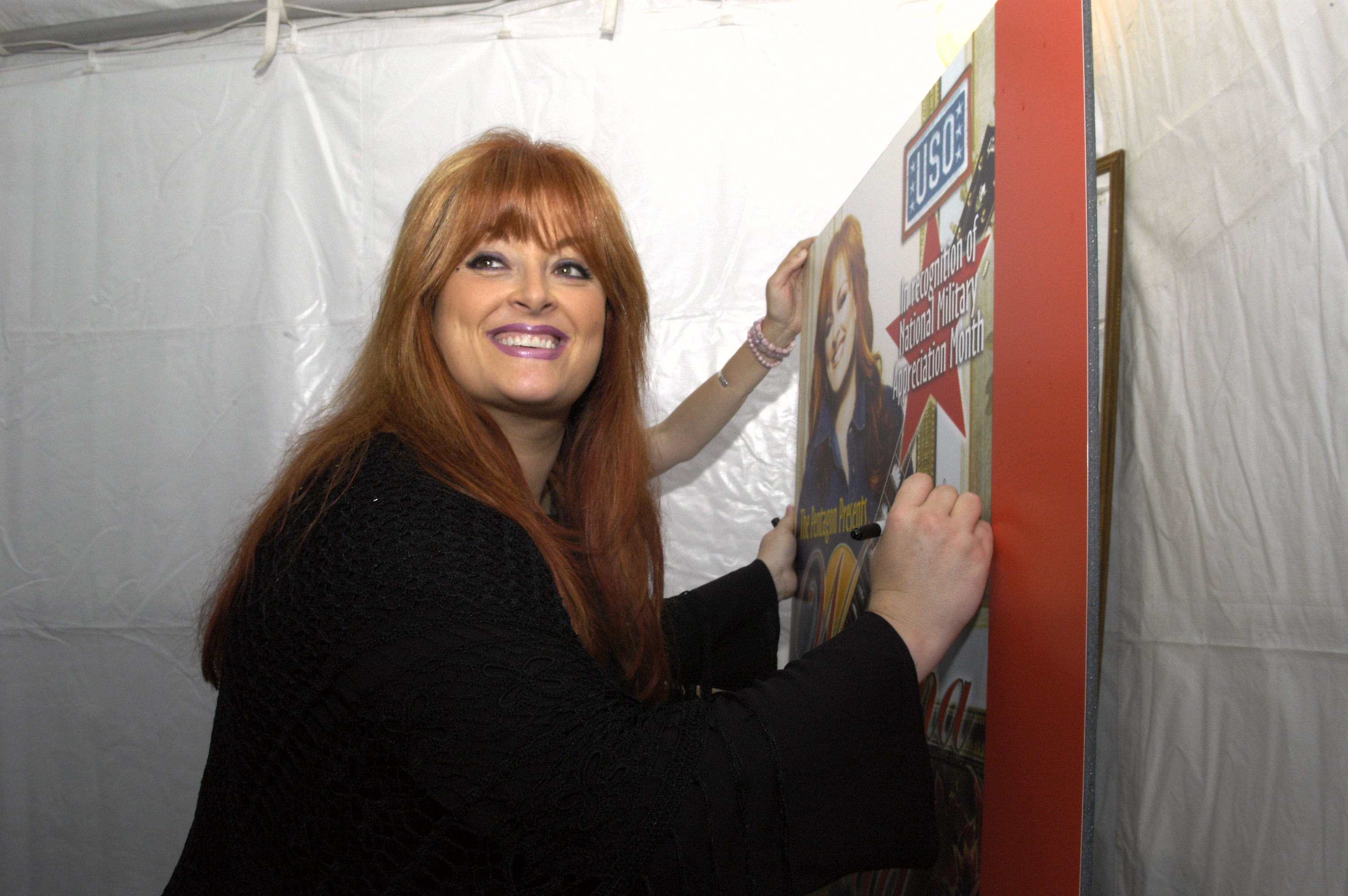
Judd signant un pòster el 2004.

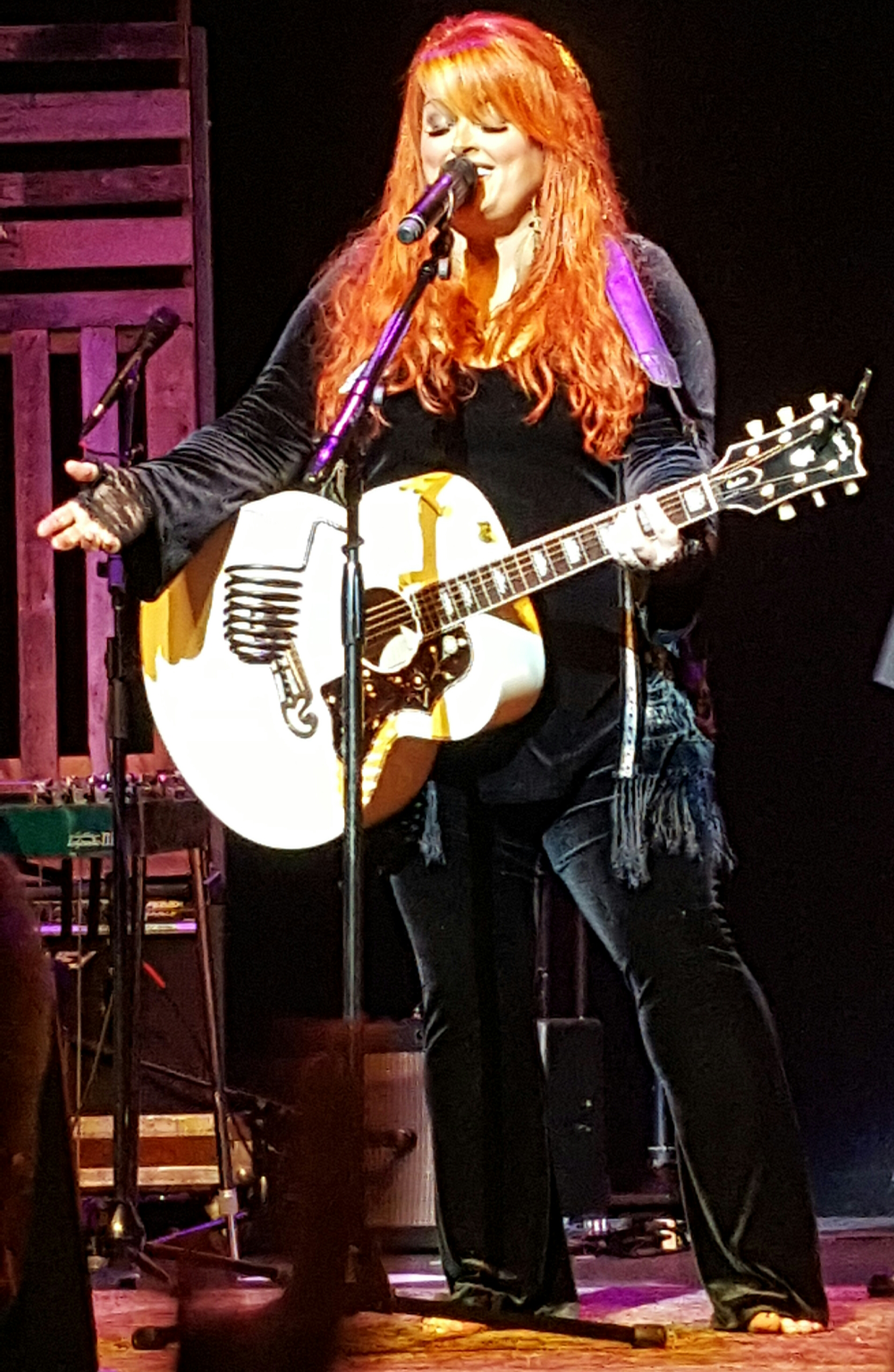
Judd en un concert a Emporia (Kansas) el 2016 amb la seva banda, Wynonna & The Big Noise.

El 27 de gener de 1992 va actuar sola a la televisió per primera vegada, interpretant en els American Music Awards "She Is His Only Need", el primer senzill del seu àlbum de debut en solitari, Wynona (1992). La cançó va arribar a número u a les llistes de singles de country de Billboard aquell any, i també van fer els tres senzills següents: "I Saw the Light", "My Strongest Weakness" i "No One Else on Earth". El disc va vendre cinc milions de còpies en els Estats Units, guanyant cinc vegades la certificació multiplatí de la RIAA.
El seu segon àlbum, Tell Me Why (1993), també platí, va obtenir cinc èxits consecutius al Top Ten de les llistes de country: "Tell Me Why", "Only Love", "Is It Over Yet", "Rock Bottom" i "Girls with Guitars", escrita per Mary Chapin Carpenter. També va fer les veus a la cançó "A Bad Goodbye" de Clint Black, l'èxit de la qual va suposar que iniciessin una gira plegats. L'any següent va aparèixer en el disc Skynyrd Frynds versionant la cançó "Free Bird" en el disc de tribut a Lynyrd Skynyrd, i també va cantar a duo amb el cantant de pop cristià Michael English en el single de debut d'aquest, "Healing". Un cop que "Girls with Guitars" va caure de les llistes, Wynonna va ser objecte de publicitat negativa, ja que tenia un fill fora del matrimoni. Va estar absent de les llistes de country durant tot el 1995, i el 1996 es va casar amb Arch Kelly, el pare del seu fill i de la filla que naixeria aviat. Revelations (1996) va ser el títol del seu tercer àlbum, també certificat com a platí, malgrat que no va tenir tant d'èxit: "To Be Loved by You" va suposar el seu quart i últim número u, un èxit menor d'adult contemporary, "Heaven Help My Heart" va arribar al número 14, i els altres dos senzills ("My Angel Is Here" i "Somebody to Love You") ni tan sols van arribar al Top 40.
El seu quart i últim disc amb MCA va ser The Other Side (1997); a diferència dels anteriors, d'estil country-pop, aquest tenia un so més centrat en el blues i el rock. No es va vendre tan bé com els seus tres primers àlbums, i només va obtenir una certificació d'or. Els seus senzills tampoc no van tenir gaire èxit en les llistes, encara que, dels quatre, "When Love Starts Talkin'" i "Come Some Rainy Day" van arribar als números 13 i 14, respectivament. Després del llançament d'un àlbum de grans èxits (Collection, 1997) Wynonna va deixar MCA per Mercury Records.
El 1999, Wynonna es va reunir amb la seva mare per fer una actuació la nit de cap d'any i posteriorment començar una gira. Un mes més tard Wynonna va llançar el seu cinquè àlbum en solitari, New Day Dawning, que contenia quatre noves cançons de The Judds en el disc extra Big Bang Boogie.
What the World Needs Now Is Love (2003), el seu sisè àlbum d'estudi, contenia el single "What the World Needs", que finalment va arribar al Top 15 de les llistes de country, seguit dels singles menors "Heaven Help Me" i "Flies on the Butter (You Can't Go Home Again)", als números 37 i 33, respectivament. També va tenir èxit amb la versió de la cançó de Foreigner "I Want to Know What Love Is", i la seva interpretació va arribar al número 12 de la llista Hot Dance Airplay el 2005. En el disc també s'hi incloïen les cançons "Burning Love" (una versió del tema d'Elvis Presley que va gravar per a la pel·lícula Lilo & Stitch) i "You Are", inclosa en la banda sonora de la pel·lícula Someone Like You, on hi apareixia la seva germana Ashley Judd.
El seu següent treball va ser un conjunt de CD i DVD en viu anomenat Her Story: Scenes from a Lifetime (2005), que va ser llançat simultàniament amb la seva autobiografia, Coming Home to Myself. L'àlbum incloïa el senzill "Attitude", que va arribar al número 40 de les llistes de country. Aquell mateix any va llançar el seu primer àlbum de Nadal en solitari, A Classic Christmas. No va ser fins al 2009 que va llançar Sing: Chapter 1, un àlbum principalment format per covers i produït per Brent Maher i Don Potter, productors de tots els àlbums de The Judds de la dècada del 1980.
El 14 de setembre de 2010 ella i la seva mare van aparèixer a The Oprah Winfrey Show, on Wynonna va parlar de "la seva recent pèrdua de pes, el seu any de viure perillosament i com és tornar als escenaris com a part de l'icònic duo The Judds". També va interpretar el seu nou single "I Will Stand By You", que formava part de l'àlbum de grans èxits de The Judds I Will Stand by You: The Essential Collection (2011).
El gener de 2011 The New York Times Bestselling Author va publicar la seva primera novel·la de ficció, Restless Heart, i el 27 de novembre d'aquell any va debutar amb la seva nova banda, Wynonna & The Big Noise, a Nashville (Tennessee). El març de 2013, Wynonna va publicar "Something You Can't Live Without", el primer senzill del que seria el seu següent àlbum (Wynonna & the Big Noise, 2016), produït pel seu marit i bateria Cactus Moser.
El 2013 va concursar al programa Dancing with the Stars fent parella amb Tony Dovolani, i van ser la primera parella a ser eliminada.

## Discografia

### En solitari
Àlbums d'estudi
- 1992: Wynonna (MCA / Curb)
- 1993: Tell Me Why (MCA / Curb)
- 1996: Revelations (MCA / Curb)
- 1997: The Other Side (Universal / Curb)
- 2000: New Day Dawning (Mercury / Curb)
- 2003: What the World Needs Now is Love (Curb)
- 2009: Sing: Chapter 1 (Curb)
- 2016: Wynonna & the Big Noise (Curb)

Àlbums recopilatoris
- 1997: Collection (MCA / Curb)
- 2005: Her Story: Scenes from a Lifetime (Cracker / Curb)
- 2010: Love Heals (Curb)

Altres
- 1996: The Associate (Motown), banda sonora original de la pel·lícula Com triomfar a Wall Street
- 2005: Her Story: Scenes from a Lifetime (Asylum / Curb), àlbum en viu
- 2006: A Classic Christmas (Asylum / Curb), àlbum nadalenc

## Filmografia
- 1997: The Magic School Bus (sèrie de televisió) - episodi "Meets Molly Cule"
- 1998-2003: Touched by an Angel (sèrie de televisió) - 3 episodis
- 2005: Hope & Faith (sèrie de televisió) - 2 episodis

## Llibres[24]
- 2005: Coming Home to Myself
- 2011: Restless Heart